# Арутчян, Саркис Тигранович
Саркис Тигранович Арутчян (арм. Սարգիս Տիգրանի Արուտչյան, 25 сентября 1920, Ростов-на-Дону, Донская область — 12 мая 2000, Лос-Анджелес, Калифорния) — армянский советский художник. Член Союза художников СССР. Народный художник Армянской ССР, Заслуженный деятель искусств Армянской ССР, лауреат Государственной премии Армянской ССР.

## Биография
Саркис Тигранович Арутчян родился 25 сентября 1920 года в Ростове-на-Дону. Окончил Ереванское художественное училище (1941). Уже студентом начал оформлять спектакли в Ереванском театре юного зрителя.
Участник Великой Отечественной войны.
Выставлялся с 1946 года.
В 1950 году окончил Ереванский государственный художественно-театральный институт. В 1951 году поступил на работу в Театр музыкальной комедии имени Акопа Пароняна, с 1951 по 1970 и в 1985 году работал в Театре имени Сундукяна, с 1970 по 1985 год — главный художник Театра оперы и балета в Ереване.

## Награды
- Орден Отечественной войны II степени[3];
- Орден «Знак Почёта».

## Память

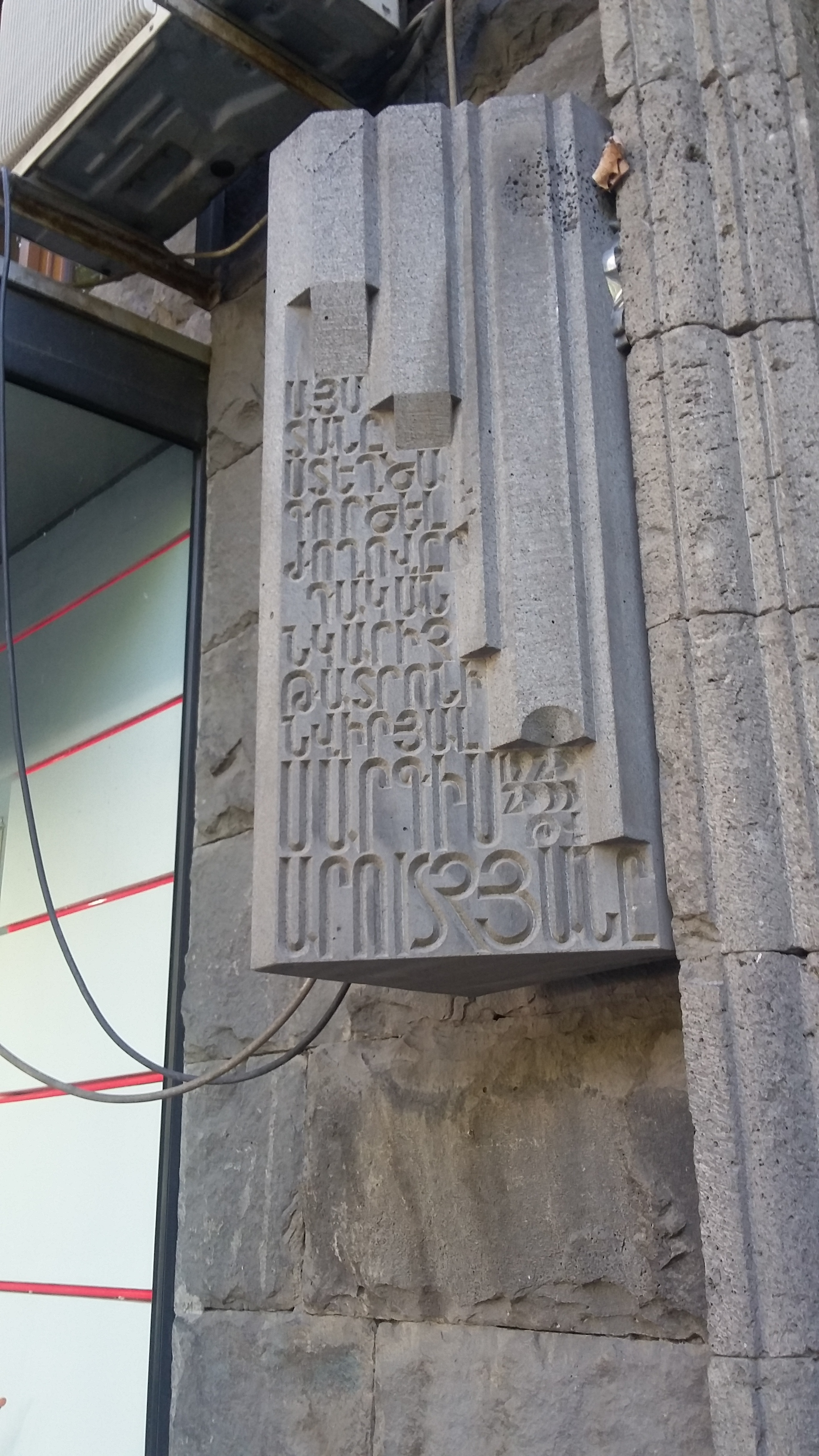
Мемориальная доска на д. 16 на Проспекте Масштоца в Ереване

Мемориальная доска на Проспекте Масштоца, 16 в Ереване.